# Gamelia episcopus
Gamelia episcopus är en fjärilsart som beskrevs av Jean Baptiste Boisduval 1875. Gamelia episcopus ingår i släktet Gamelia och familjen påfågelsspinnare. Inga underarter finns listade i Catalogue of Life.